# Ms. Jazz
Ms. Jazz — альбом американской джазовой певицы Кармен Макрей, записанный в 1973 году и выпущенный на лейбле Groove Merchant в следующем году. Здесь Макрей отклоняется от стандартного репертуара и включает два трека Стиви Уандера, а также другие современные композиции.

## Список композиций
1. «You Are the Sunshine of My Life» (Стиви Уандер) — 3:10
2. «You and I» (Стиви Уандер) — 4:47
3. «You’re Mine, You» (Джонни Грин, Эдвард Хейман) — 3:10
4. «Exactly Like You» (Джимми Макхью, Дороти Филдс) — 3:37
5. «This Masquerade» (Леон Расселл) — 3:47
6. «The Good Life» (Саша Дистель, Джек Ридон) — 2:51
7. «How Could I Settle for Less» (Саша Дистель, Жан Бруссоль, Робин Аллен) — 2:34
8. «There’ll Come a Time» (Шелтон Брукс) — 4:17
9. «Livin’» (Том Гарвин) — 4:29
10. «Hey John» (Блоссом Дири, Джим Каунсл) — 3:20

## Участники записи
- Кармен Макрей − вокал
- Зут Симс — тенор-саксофон
- Баки Пиццарелли − гитара
- Том Гарвин − фортепиано
- Пол Уэст − бас-гитара
- Джимми Мэдисон — барабаны